# Neomeniamorpha
Ordre
Neomeniamorpha est un ordre de mollusques aplacophores.

## Liste des familles
Selon World Register of Marine Species (13 juin 2011) :
- famille Hemimeniidae
  - genre Archaeomenia Thiele, 1906
  - genre Hemimenia Nierstrasz, 1902
- famille Neomeniidae
  - genre Neomenia Tullberg, 1875

Selon ITIS (13 juin 2011) :
- genre Notomenia Thiele, 1897
- genre Pholidoherpia Salvini-Plawen, 1978
- famille Hemimeniidae
- famille Neomeniidae Ihering, 1876